# T. J. Galiardi
T. J. Galiardi (Calgary, Alberta, Kanada, 22. travnja 1988.) kanadski je profesionalni hokejaš na ledu koji igra na poziciji centra. Trenutačno je član Colorado Avalanchea koji se natječe u NHL-u.

## Klupska karijera
Hokejašku karijeru započinje u rodnom Calgaryju prvo zaigravši za Calgary North Stars (AMHL) u sezoni 2004./05., a potom za Calgary Royals (AJHL) u sezoni 2005./06. Nakon toga odlazi na koledž Dartmouth gdje postaje članom momčadi Dartmouth Big Green (ECAC). U sezoni 2007./08. vraća se u rodni grad gdje igra za klub Calgary Hitmen koji se natjecao u WHL-u. Za Hitmene upisuje 72 nastupa u regularnom dijelu sezone pri čemu skuplja 70 bodova, od toga 52 asistencije. S klubom igra i u doigravanju gdje pak upisuje 16 nastupa, odnosno, 24 boda. Na kraju sezone klub mu odaje priznanje za Novaka godine.

### Colorado Avalanche (2008. - danas)
Na draftu 2007. godine u 2. krugu kao 55. izbor odabrao ga je Colorado Avalanche. 13. svibnja 2008. godine potpisuje trogodišnji ugovor s Avalancheom. Potom odlazi na planirano kaljenje u AHL podružnicu Lake Erie Monsters. U Monstersima započinje svoju profesionalnu karijeru te u klubu provodi gotovo cijelu sezonu, odigravši 66 utakmica. Pred kraj sezone, 13. ožujka 2009. godine, biva prebačen u Avalanche te istog dana u utakmici protiv Edmonton Oilersa upisuje svoj prvi nastup u NHL-u. Svoj prvi pogodak u NHL-u upisuje 27. ožujka 2009. godine u utakmici protiv Vancouver Canucksa.

## Statistika karijere
Bilješka: OU = odigrane utakmice, G = gol, A = asistencija, Bod = bodovi, KM = kaznene minute
| 2005./06.       | Calgary Royals      | AJHL            | 59 | 19 | 37 | 56 | 60 | —  | — | —  | —  | —  |
| 2006./07.       | Dartmouth Big Green | ECAC            | 33 | 14 | 17 | 31 | 30 | —  | — | —  | —  | —  |
| 2007./08.       | Calgary Hitmen      | WHL             | 72 | 18 | 52 | 70 | 77 | 16 | 5 | 19 | 24 | 20 |
| 2008./09.       | Lake Erie Monsters  | AHL             | 66 | 10 | 17 | 27 | 32 | —  | — | —  | —  | —  |
| 2008./09.       | Colorado Avalanche  | NHL             | 11 | 3  | 1  | 4  | 6  | —  | — | —  | —  | —  |
| 2009./10.       | Colorado Avalanche  | NHL             | 34 | 5  | 11 | 16 | 10 |    |   |    |    |    |
| Sveukupno - NHL | Sveukupno - NHL     | Sveukupno - NHL | 45 | 8  | 12 | 20 | 16 |    |   |    |    |    |

## Vanjske poveznice
- Profil na NHL.com
- Profil na The Internet Hockey Database